# Macho (náutica)
En náutica, el macho puede referirse a:
1. Una de las poas de las bolinas.
2. El resalte que se labra en una pieza de madera que ha de machiembrarse con otra.
3. Macho de escoramiento: dado que se coloca entre dos piezas que se encoramentan, con el fin de ayudar a los pernos o cabillas que las unen a que no resbale una sobre otra.
4. Macho del timón: en los timones que giran alrededor del codaste es uno de los pinzotes de hierro o bronce que en unión de otros varios constituyen el eje de giro del timón. Se alojan en las hembras fijas al codaste. El macho más bajo recibe el nombre de macho de talón. En los buques pequeños, como botes, faluchos, etc., el timón sólo lleva un macho. A veces los machos son pernos que pasan a la vez por las hembras de la mecha del timón y del codaste, denominándose entonces machos movedizos.